# Piazza del Mercato (Bruges)
La Piazza del Mercato (in olandese Markt) è la piazza principale di Bruges.
Si estende su una superficie di circa 1 ettaro e vi si trovano importanti architetture come il complesso del mercato coperto, il Beffroi e la Corte Provinciale. Nel 1995-96 la piazza è stata completamente restaurata e quasi del tutto vietata al traffico.
Ogni mercoledì mattina la piazza ospita un mercato e annualmente viene utilizzata per l'inizio del ciclistico Giro delle Fiandre e per il caratteristico mercatino natalizio.

## Storia

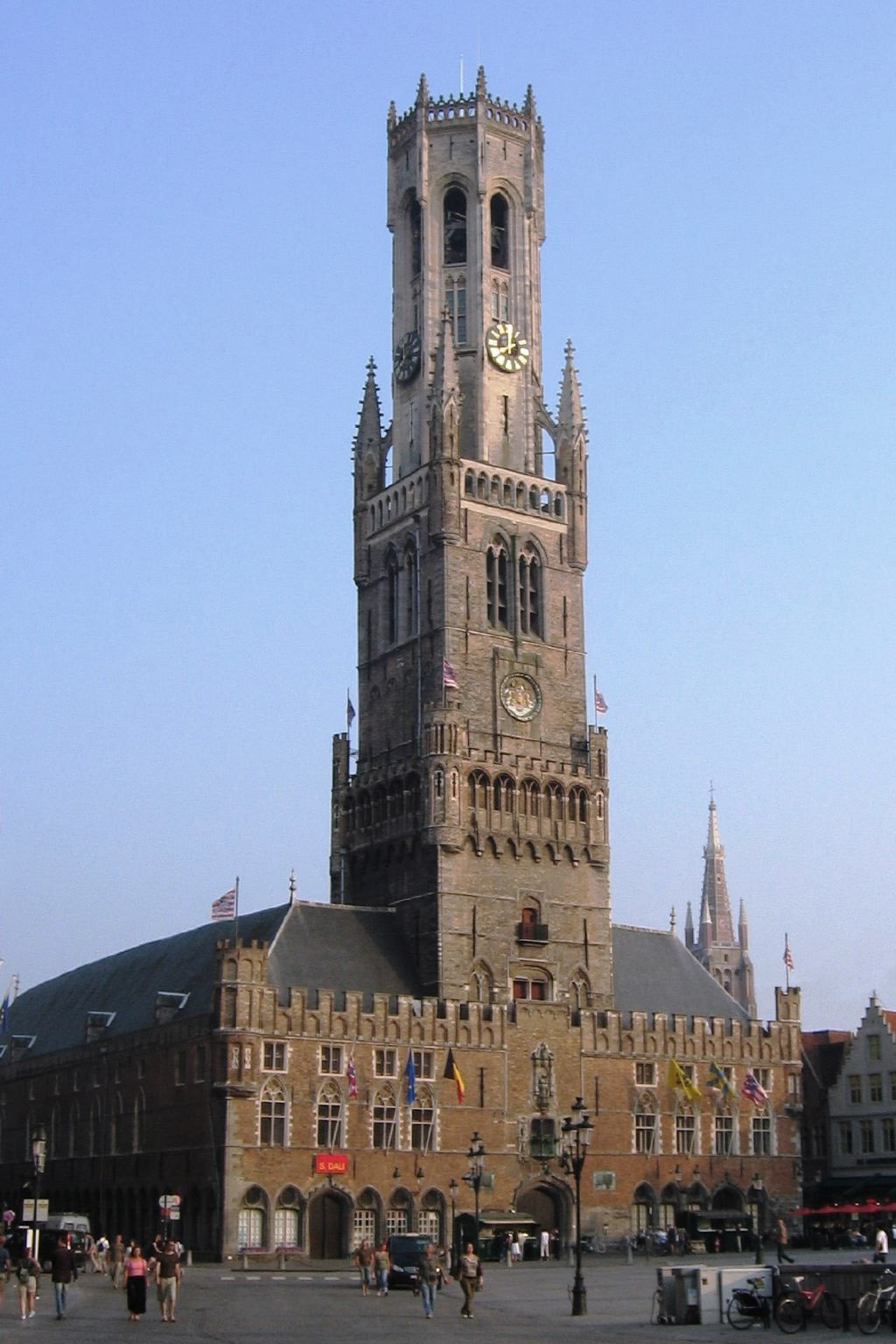
Il Beffroi coi mercati coperti.

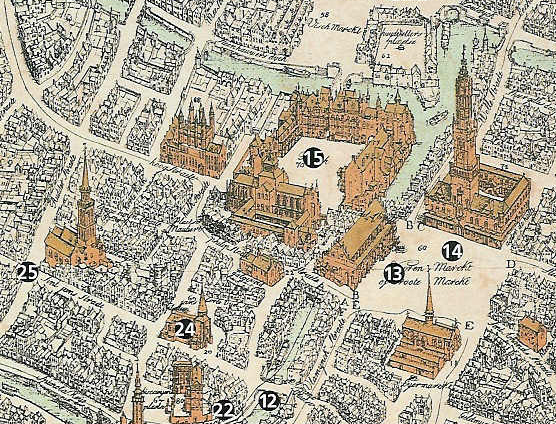
Il Markt nel 1562.

Il primo mercato a Bruges si tenne nel X secolo e intorno al 1200 attirò la prima fiera internazionale. Nel 1220 venne eretto il primo edificio delle mercato coperto sul lato meridionale e pian piano intorno ad esso sorsero numerosi edifici in legno. Il traffico mercantile della città si sviluppò notevolmente tanto che nel 1240 il mercato coperto venne sostituito da un edificio più grande dotato di una torre civica in legno. La torre distrutta nel 1280 da un incendio venne ricostruita in pietra tra il 1291 e il 1296, l'attuale Beffroi.
Il flusso mercantile crebbe a tal punto che nel 1294 si decise la costruzione di un altro grande edificio, sul lato est, detto Waterhalle (Mercato sull'acqua) destinato a scarico coperto e deposito delle merci arrivate all'adiacente Reiekaai tramite le barche provenienti da Damme.
Dal 1396 si stabilì nella piazza il mercato del pesce, con la sua casa della corporazione situata sul lato nord nei pressi della chiesa di San Cristoforo, oggi scomparsa. Nel 1709 vi si costruirà una struttura ferrea destinata al mercato ittico. Tuttavia nel 1745 il mercato del pesce venne traslato nella sede odierna nel Braanberg; e il mercato del grano, allora al Braanberg, trasferito sul Grote-Markt.
Il Grote-Markt accolse da sempre anche i grandi eventi cittadini, come giostre e tornei, feste e processioni, ma anche esecuzioni, che ne fecero il vero cuore pulsante di Bruges.
Nel 1786-87 la piazza venne modificata, vennero abbattuti la Waterhalle, ormai in disuso, e la chiesa di San Cristoforo. Al posto della prima venne eretto un edificio classicista destinato alla Corte provinciale, poi distrutto da un incendio venne rifatto nelle forme attuali neogotiche. Al posto della chiesa venne eretto un gruppo di case, aggettanti rispetto al lato della piazza.
Tra il 1807 e il 1810 la piazza venne nominata "Place Napoléon", in seguito alla dominazione napoleonica; poi ripristinato in "Grote-Markt". La ridenominazione di "Markt" ebbe luogo nel 1936.

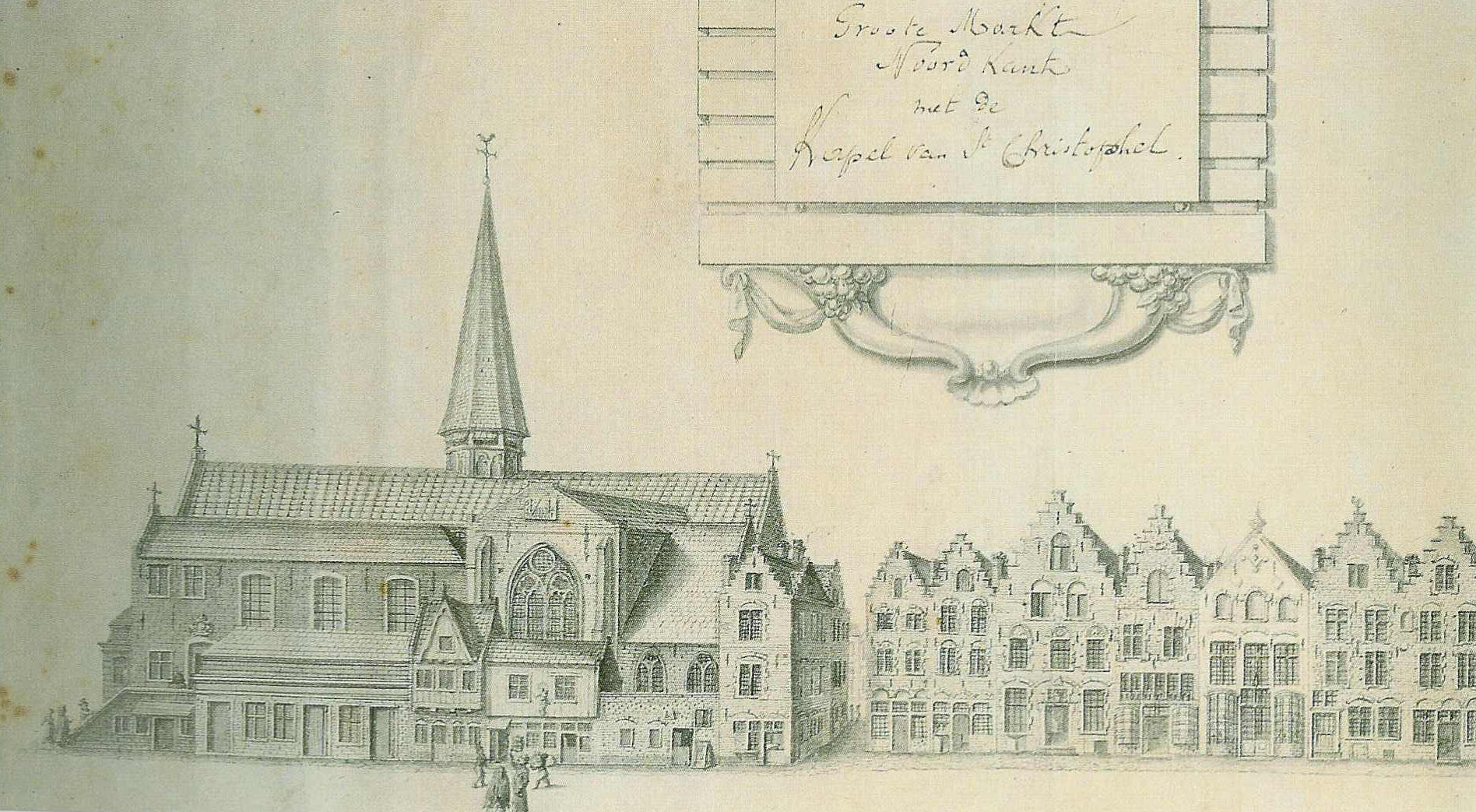
Il lato nord con la chiesa di San Cristoforo nel 1780.
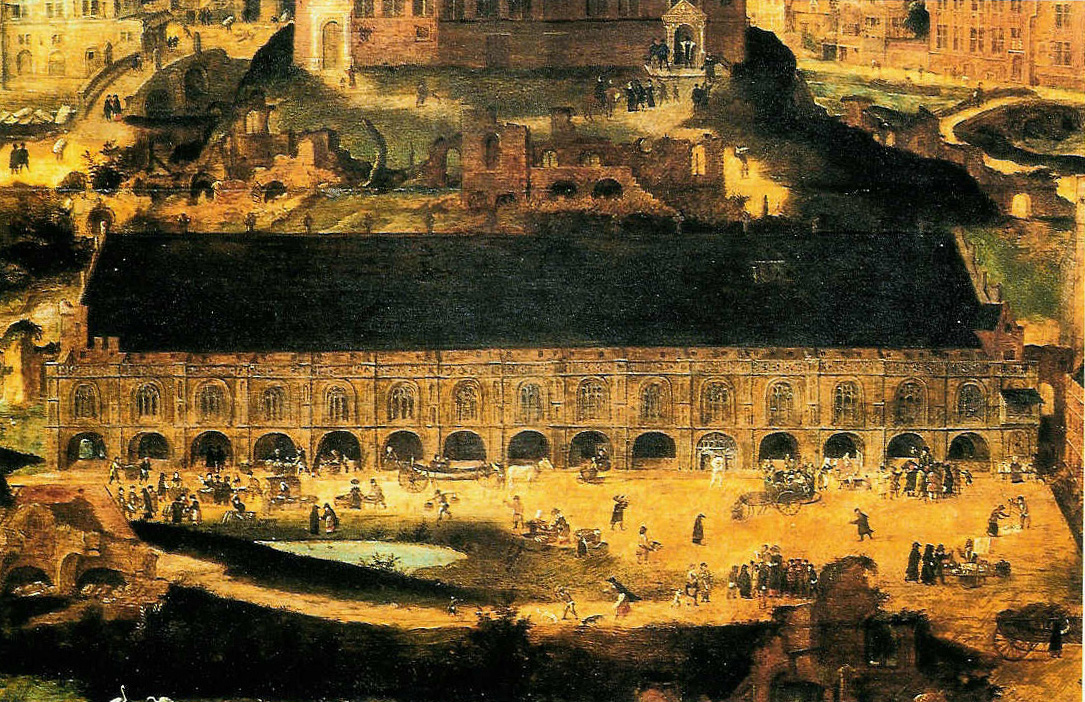
La Waterhalle nel XVII secolo.
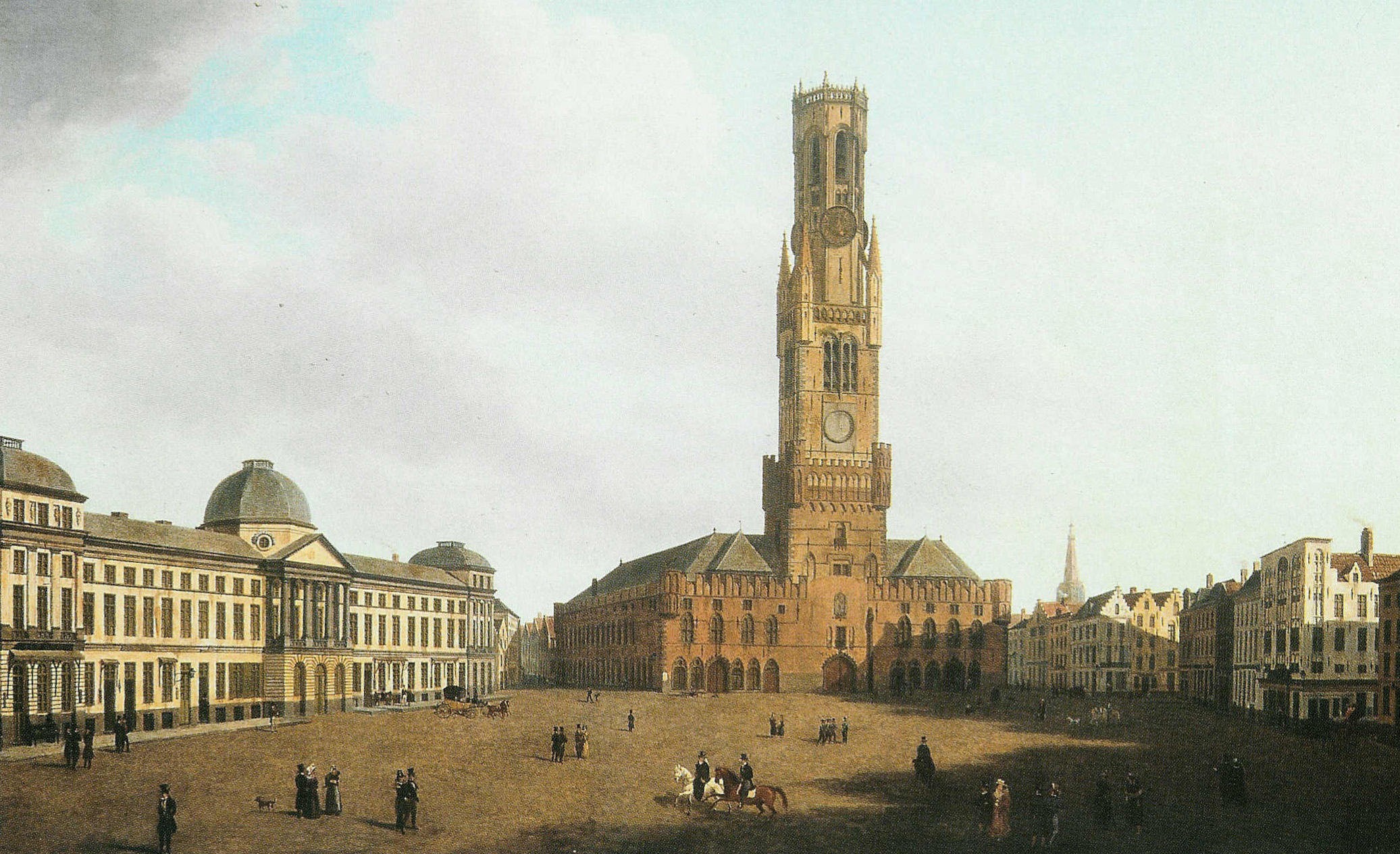
La Corte provinciale neoclassica

## Edifici e architetture

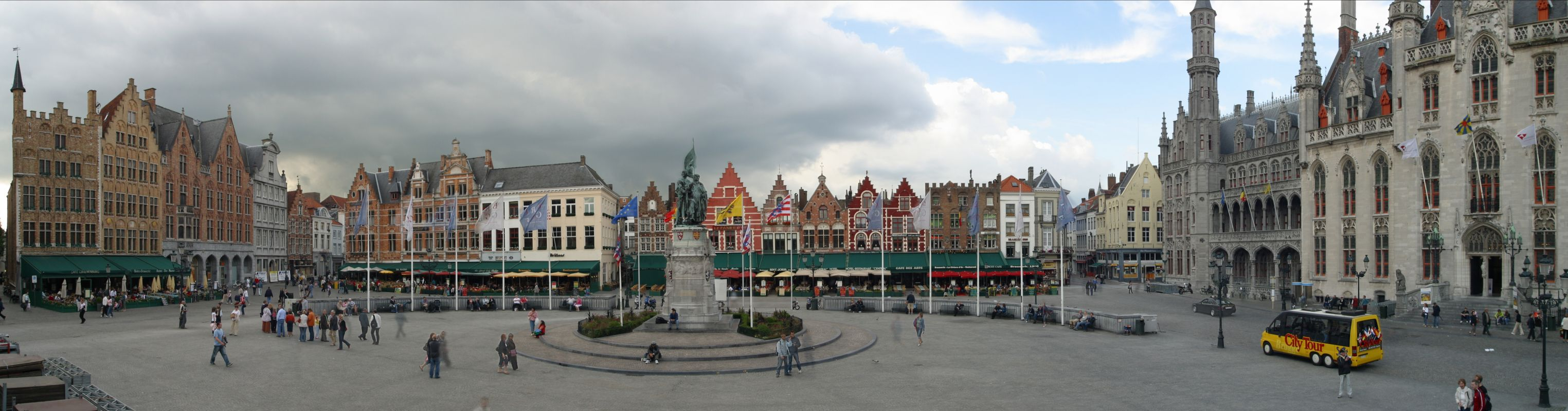
Il Markt

Al centro della piazza sorge il Monumento a Jan Breydel e Pieter de Coninck, capi della rivolta popolare del 1302 contro i francesi, realizzato nel 1887 dal fiammingo Paul De Vigne.

### Lato orientale

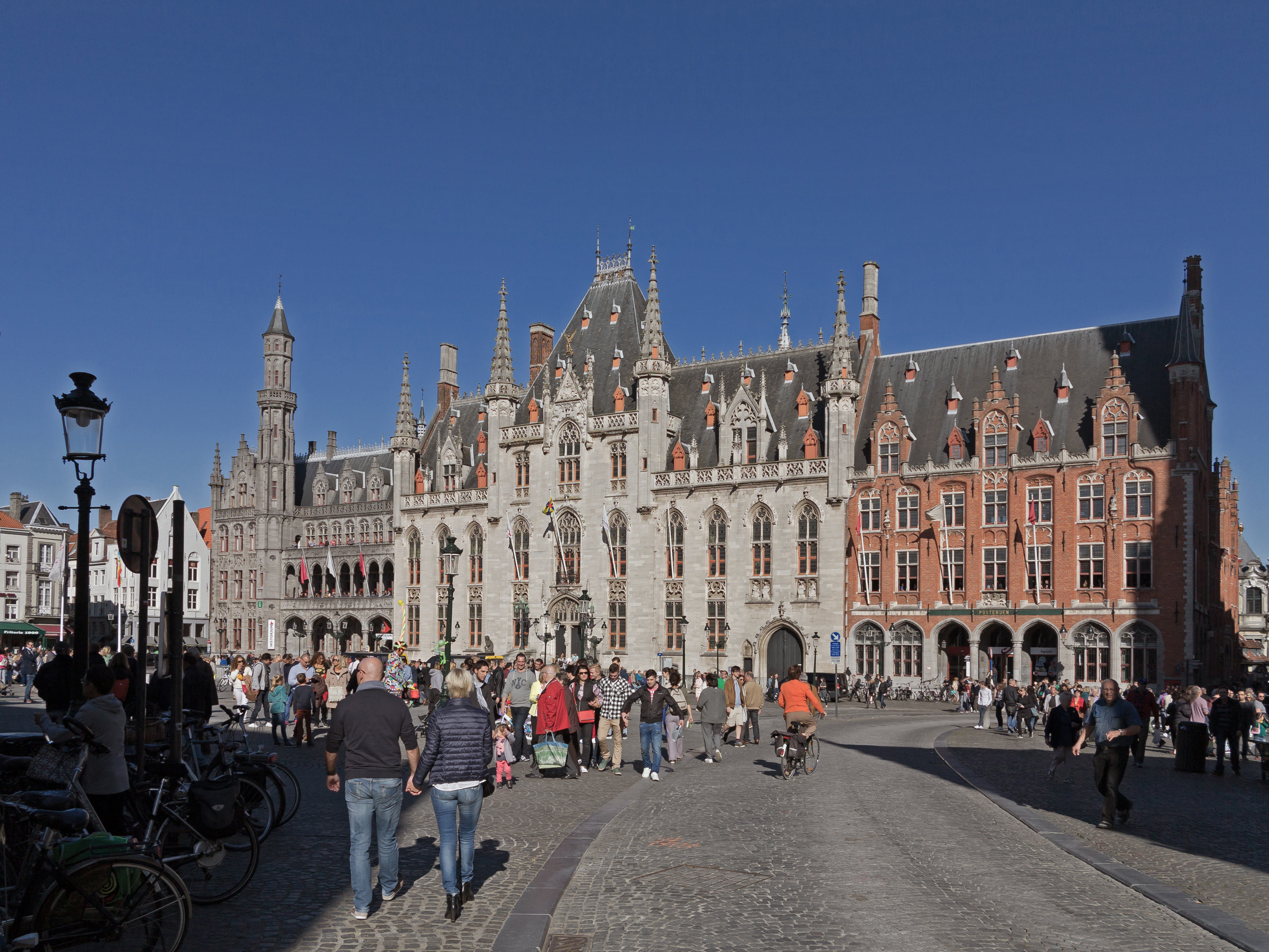
Il Lato orientale.

Il lato orientale della piazza era tutto occupato, fino al 1787, dalla Waterhalle, grande edificio duecentesco volto allo scarico e stoccaggio delle merci provenienti per barca da Damme. Caduto in disuso venne demolito e nel 1850 sostituito da un grande edificio neoclassico della Provinciaal Hof, Corte provinciale. Nel 1878, la sezione centrale andò distrutta da un incendio e nel 1887 iniziò la costruzione della nuova Corte provinciale, l'odierna, in stile neogotico, opera degli architetti locali L. Delacenserie e R. Buyck.
- n°3: Provinciaal Hof, la Corte provinciale, eretta in pietra bianca, venne terminata nel 1892, come sede ufficiale e di rappresentanza del Consiglio Provinciale Fiandre Occidentali.
- n°5: Postgebouw, Edificio delle Poste, attaccato al lato destro della Corte sorge questo palazzo eretto in mattoni rossi e terminato nel 1891.
- n°1: Gouverneurswoningen, la Casa del Governatore sorge adiacente al lato sinistro della Corte. Venne eretta su progetto dell'architetto di Ypres J. Coomans fra il 1910 e il 1912.

L'edificio presenta una facciata in pietra blu e una torre scalare che ricorda il Poortersloge. Venne progettato come residenza per il governatore, ma finalmente non venne mai utilizzato in tale funzione e venne destinato a varie amministrazioni pubbliche.

### Lato meridionale

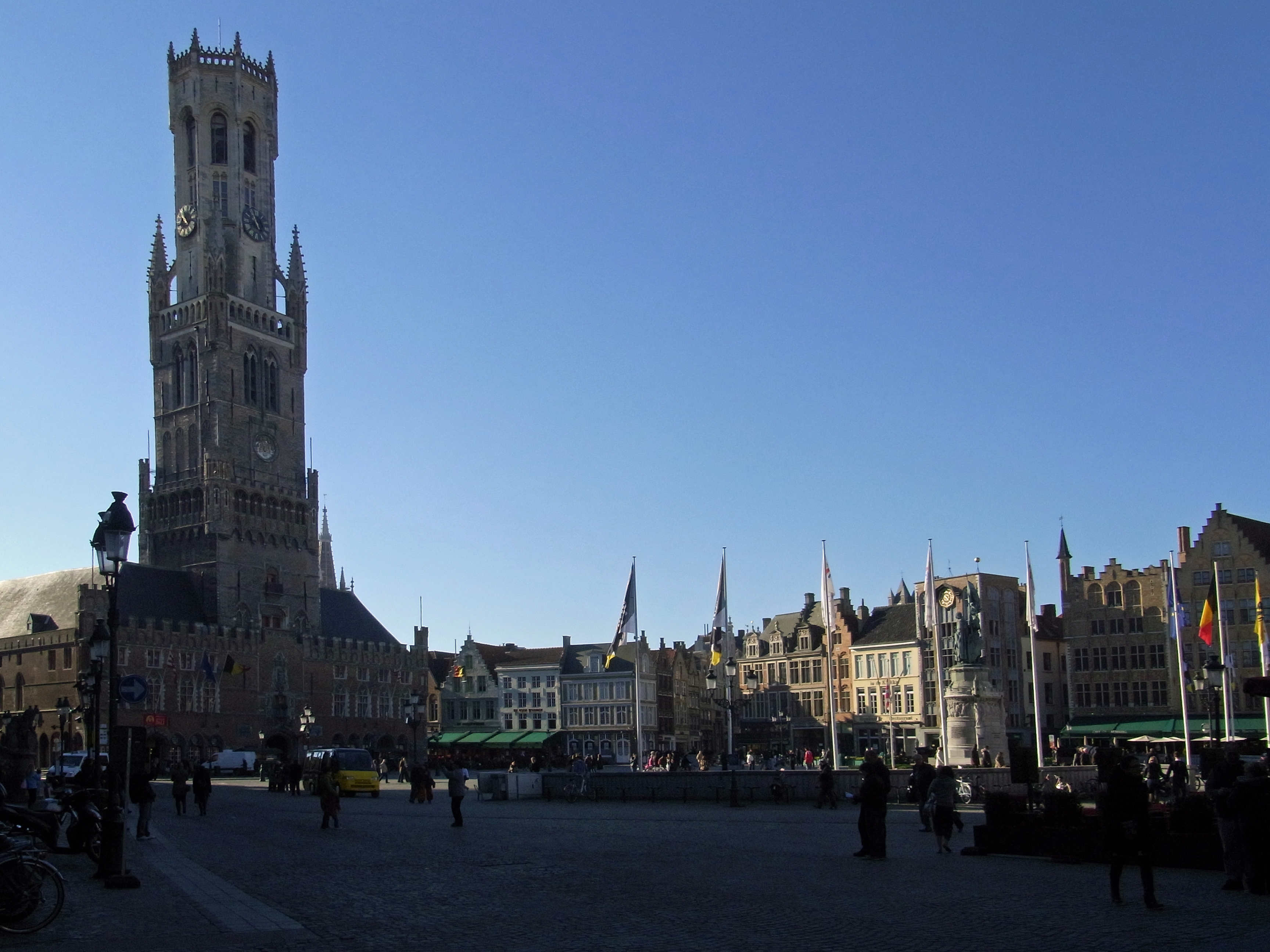
I lati sud e ovest.

Tutto il lato sud è occupato dal mercato coperto con il suo Beffroi, terminato nel XV secolo e alto 83 metri, che conserva un carillon di 47 campane.

### Lato occidentale

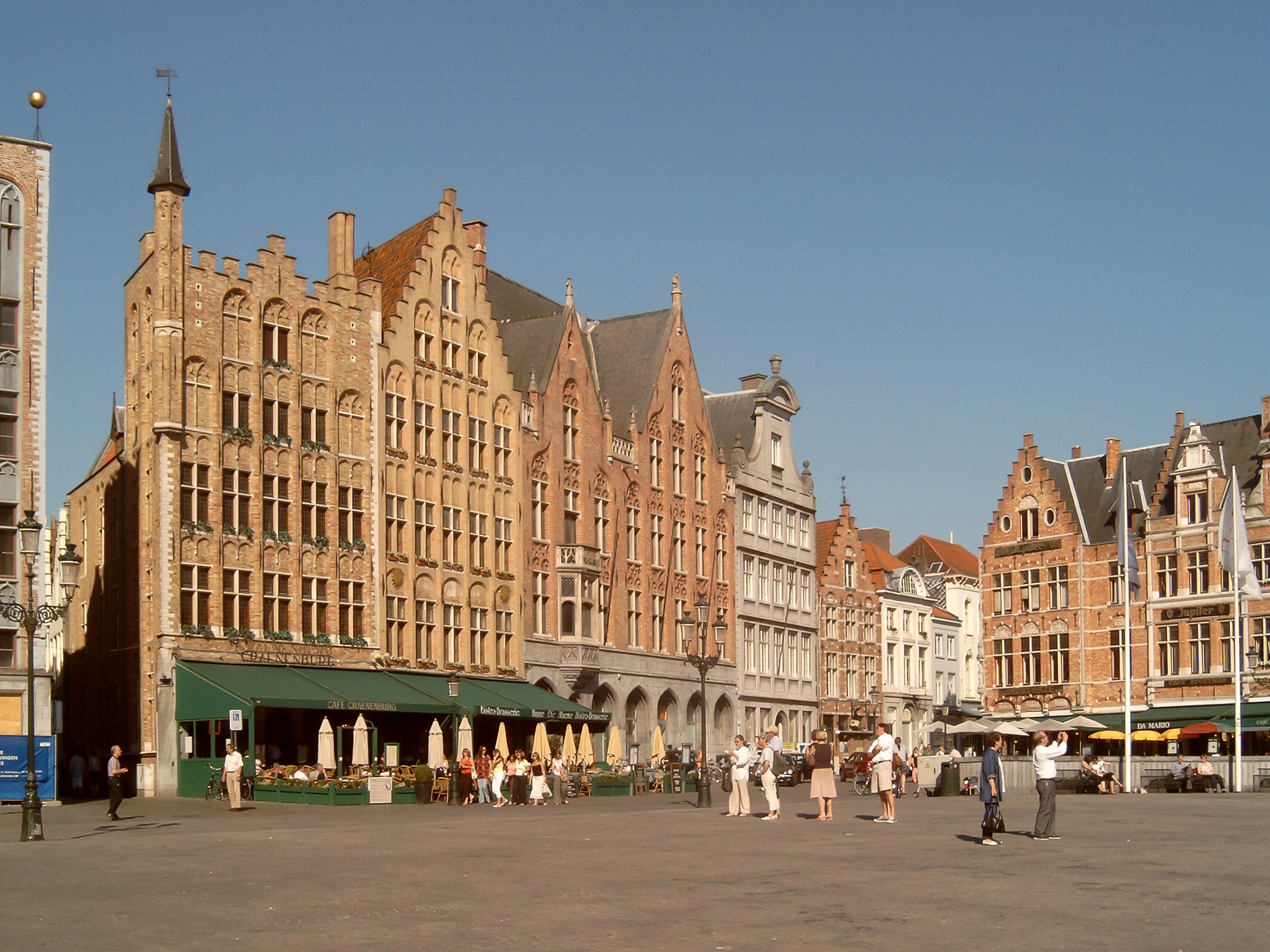
Il lato occidentale verso nord.

Le due case che sorgono su entrambi gli angoli della Sint-Amandsstraat, la Boechoutehuis e la Huis Craenenburg con facciate del XV secolo,  sono le più antiche della piazza.
- n° 15: Boechoutehuis, risale alla fine del XV secolo[1]. Nel 1682 il Comune di Bruges vi installa una banderuola segnavento; e nel 1837 un globo d'oro che con una linea di mattoni bianchi posta sulla pavimentazione della formava una meridiana, sulla linea esatta di passaggio del Meridiano di Bruges.
- n° 16: Huis Craenenburg, presenta un'altra bella facciata gotica quattrocentesca, una volta a frontone, poi modificata nel 1822 con l'aggiunta della merlature e dei pinnacoli. Nel 1488 i borghesi della città vi tennero prigioniero l'imperatore Massimiliano d'Austria[1].
- n° 17: Huis Die Maene, presentava una facciata medievale in legno che venne sostituita con l'attuale neogotica a mattoni gialli e pietra ocra nel XVIII secolo.
- n° 21: Muntatelier o Oude Munte, l'Antica Zecca, presenta una bella facciata mattoni con timpano realizzata nel 1623.

### Lato settentrionale

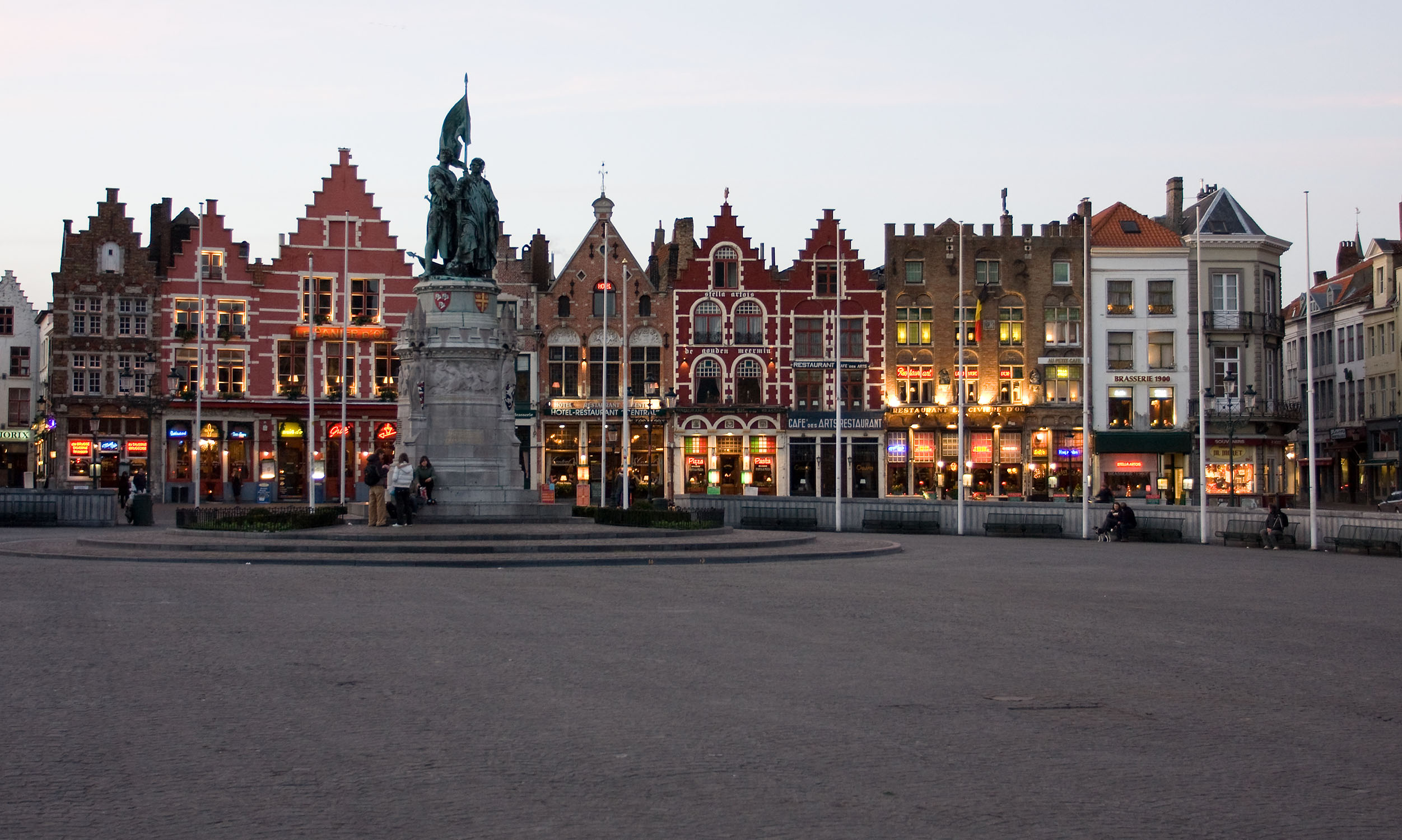
Il lato settentrionale.

Il lato nord della piazza è caratterizzato dalle tipiche case dai frontoni a gradoni risalenti al XVI-XVII secolo. Sulla sinistra, fino al 1786, sorgeva la gotica chiesa di San Cristoforo, che poi demolita, venne sostituita da un blocco di edifici neoclassici aggettanti rispetto alla parte destra. Fra essi spiccano:
- n° 28: Gildehuis Het Mandetje, o Le Panier d'Or, antica Casa della corporazione dei Tegolai, di origine lignea medievale, venne rifatta in mattoni nel 1662 con il caratteristico frontone.
- n° 31: La Civiere d'Or, del XVII secolo.
- n° 33: Ambachtshuis van de visverkopers, antica Casa della corporazione dei Pescatori e Pescivendoli; presenta una grande facciata a quattro livelli aperta da grandi finestre e sormontata da merlatura. Presenta due edicole con le statue dei santi patroni della corporazione San Pietro e Sant'Andrea. La facciata venne rifatta nel 1621 ancora con un'influenza gotica.